# Eto Demerzel
Eto Demerzel es un personaje de la saga de la Fundación de Isaac Asimov. Se trata del Primer Ministro del Emperador del Imperio Galáctico Cleón I en la época en que Hari Seldon está desarrollando su ciencia de la psicohistoria.
Demerzel juega un papel fundamental en toda la historia de la humanidad. Como uno de los primeros robots del amanecer, es encargado de hacer que toda la vida cumpla las Tres leyes de la robótica. Su última misión, como Daneel Olivaw, es preparar a la humanidad para el posible enfrentamiento final contra verdaderos alienígenas invasores de fuera de la Galaxia, en Fundación y Tierra. Eto Demerzel está destinado a desaparecer pues su cerebro positrónico se degrada cada vez más rápido. 

## Otras identidades
Al final de Preludio a la Fundación, se revela a Hari Seldon que Eto Demerzel es en realidad Daneel Olivaw, un robot que lleva siglos velando por la humanidad. También es la misma persona que el periodista Chetter Hummin, la primera identidad con la que Daneel se presenta ante Hari Seldon.
- Datos: Q3059356